# Sputnik Sweetheart
Sputnik Sweetheart (jap. スプートニクの恋人 supūtoniku no koibito) ist ein Roman des japanischen Schriftstellers Haruki Murakami, der 1999 bei Kōdansha veröffentlicht wurde. Die deutsche Übersetzung von Ursula Gräfe erschien 2002.

## Inhalt

### Handlung
Der Roman beschreibt die Freundschaft zwischen dem nur als K bezeichneten Ich-Erzähler und Sumire, einer etwas unorganisierten jungen Frau, die Schriftstellerin werden will, bislang aber noch keinen Roman fertiggestellt hat. Während K in Sumire verliebt ist, zeigt diese keinerlei Interesse an ihm oder überhaupt an einer Beziehung oder Sexualität. In ihrem 22. Lebensjahr verliebt sich Sumire erstmals in die 17 Jahre ältere Miu, eine Geschäftsfrau koreanischer Abstammung. Gemeinsam unternehmen die beiden Frauen eine Geschäftsreise nach Europa. Als sie abschließend noch eine Zeit Urlaub auf einer griechischen Insel anhängen, verschwindet Sumire spurlos, und Miu bittet K um Hilfe, der ihnen nachreist und bei der Suche behilflich ist. Im Verlauf der Suche treten vermehrt fantastische Elemente in der Handlung auf. Zunehmend verliert das Geschilderte an Eindeutigkeit. So scheint Miu im Laufe ihres Lebens eine Doppelgängerin zu bekommen zu haben, Sumires spurloses Verschwinden versucht K mit dem Überwechseln in eine andere Wirklichkeit zu erklären. Das Ende schließlich lässt offen, ob Sumire verschwunden bleibt, zurückgekehrt ist oder K ihr in eine andere Realitätsebene folgt.

### Personen
K
K ist der Ich-Erzähler. Seinen vollständigen Namen erfährt man nicht. Er ist Lehrer, Mitte zwanzig, und führt ein überschaubares und gemächliches Leben. Er unterrichtet an einer Grundschule und hat gelegentlich unverbindliche Affären ohne große Bedeutung. Über sein übriges Leben wird kaum berichtet, bestimmend für den Roman ist überwiegend sein Verhältnis zu Sumire, in die er verliebt ist, ohne dass diese Liebe erwidert wird. Im Verlauf des Romans verschwindet Sumire und wird von K gesucht. Er entwickelt eine Theorie, dass Sumire in eine andere Realität übergewechselt ist, zu der er eines Nachts einen Zugang findet, sich aber mittels Meditation vor einem Übergang bewahren kann.
Sumire
Sumire will Schriftstellerin werden und schreibt seit ihrer Kindheit. Ihre Arbeit ist wie ihr ganzes Leben allerdings unstrukturiert, sie vollendete bislang keinen Roman. Sie ist durch eine gewisse Nachlässigkeit gekennzeichnet, trägt zum Beispiel häufig unterschiedliche Socken oder verlässt das Haus in einem Bademantel. Ihre wichtigste Bezugsperson ist K, dessen Stetigkeit sie erdet und den sie in schwierigen Situationen auch mitten in der Nacht anruft. Als sie sich erstmals in ihrem Leben verliebt, verändert sie sich: sie kleidet sich geschmackvoll, hört mit dem Rauchen auf und gewöhnt sich einen strukturierten Tagesablauf an. Gleichzeitig tritt aber eine Schreibblockade ein. Ihre Liebe zu Miu bleibt so unerwidert wie Ks Liebe zu ihr. Als sie von einer rätselhaften Begebenheit in Mius Leben erfährt, verschwindet sie spurlos.
Miu
Miu ist eine Geschäftsfrau, die als absolutes Gegenteil von Sumire erscheint. Sie führt ein straff organisiertes Leben, ist stets korrekt in Erscheinung und Verhalten und verhält sich ausgesprochen zielgerichtet. Als ihr die der Bohème zuzurechnende Sumire von ihrer Begeisterung für Jack Kerouac erzählt, will Miu sie fragen, ob sie sich als Beatnik empfindet, verwechselt dabei aber den Begriff mit Sputnik, was dem Roman seinen Titel gibt. Miu ist in Korea geboren, lebt in Japan und ist mit ihrer Firma international tätig. Im Alter von 25 Jahren hat sie ein rätselhaftes Erlebnis, als sie versehentlich in einem Vergnügungspark über Nacht in einem Riesenrad eingeschlossen wird. Mit einem Fernglas beobachtet sie von dort aus das Fenster ihrer eigenen Wohnung, wo sie sich selbst mit einem Mann sieht, der ihr seit einiger Zeit nachstellt, an dem sie jedoch kein Interesse hat. Als sie ihr Alter Ego und den Mann beim Sex beobachtet, verliert sie das Bewusstsein und wacht am nächsten Morgen im Krankenhaus auf. Seit dem Vorfall ist ihr Haar schneeweiß, sie verlor darüber hinaus die Fähigkeit zum Klavierspiel, nachdem sie sich bisher auf eine Karriere als Konzertpianistin vorbereitete.
Ks Geliebte
K hat ein Verhältnis mit der Mutter eines seiner Schüler, deren Name nie genannt wird. Nach Sumires Verschwinden kommt es zu einer Szene mit der Frau und ihrem Sohn Shin'ichi Nimura, genannt Rübe. Die Bedeutung der Begebenheit bleibt unklar, aber der oft entrückt wirkende Rübe weist charakterliche Eigenschaften auf, die auch auf Sumire und Miu zutreffen, nachdem diese mutmaßlichen Kontakt zu einer alternativen Realität hatten. Nach dieser Szene beendet K das Verhältnis.

### Themen
Der Roman behandelt eine Reihe unterschiedlicher Themen. Vorrangig geht es um Beziehungen erotischer und freundschaftlicher Natur. Mit den drei Hauptpersonen werden verschiedene Varianten zwischenmenschlicher Relationen beschrieben. Daneben geht es aber auch um die Stellung des Individuums in der Gesellschaft. Während K ein angepasstes Leben führt, ist Sumire betont unangepasst und Miu nimmt die Rolle einer Gestalterin ein. Auch das Thema der Vereinsamung taucht immer wieder auf. Alle Protagonisten sind auf unterschiedliche Art starke Einzelgänger, deren Einsamkeit im Rahmen der geschilderten Beziehungen niemals völlig aufgebrochen wird, da keiner von ihnen das Verhältnis zu den anderen hat, das er oder sie sich wünscht. Der Sputnik wird zur Metapher für die einsam ihre Kreise ziehenden Protagonisten der Dreiecksgeschichte, die die Welt beobachten, sich aber niemals wirklich treffen. Die Bedeutung der vermuteten Parallelwirklichkeit wird nicht erklärt und der Interpretation durch den Leser überlassen. Es liegt nahe, hier Metaphern für das Erwachsenwerden und persönliche Reifeprozesse zu sehen, in vielen Werken Murakamis zentrale Themen.

## Ausgaben
- Haruki Murakami: スプートニクの恋人, Kōdansha, 1999, ISBN 4062731290
- Haruki Murakami: Sputnik Sweetheart Übersetzt von Ursula Gräfe, DuMont Buchverlag, 2002, ISBN 3832156968
- Haruki Murakami: Sputnik Sweetheart Übersetzt von Ursula Gräfe, btb Verlag, 2004, ISBN 3-442-73154-2